# Raymond Rébujent
Pas d'image ? Cliquez ici

a Compétitions nationales et continentales officielles uniquement.

b Matchs officiels uniquement.
Raymond Rébujent, né le 27 septembre 1942 à Elne, est un joueur français de rugby à XV et de rugby à XIII, qui a joué avec l'équipe de France et l'USA Perpignan au poste de talonneur (1,70 m pour 81 kg). 

## Carrière de joueur

### En club
Raymond Rébujent joue à l'Union sportive arlequins perpignanais de 1959 à 1960 puis rejoint le Racing Club de France de 1962 à 1964. Il retourne ensuite chez les catalans de 1964 à 1968.
Avec l'USA Perpignan, il dispute la finale perdue du Challenge Yves du Manoir de 1965 comme capitaine de l'équipe contre l'US Cognac.
Le 1er février 1967, dans le cadre de la tournée australienne en Europe, il est titulaire d'une sélection représentative du Languedoc-Roussillon qui joue un match contre la sélection australienne à Aimé-Giral. L’Australie termine le match 12 à 5 face à une équipe de 13 joueurs, à cause de l’interdiction de remplacer les joueurs sur le terrain.
Il quitte ensuite le rugby à XV en 1968 pour se consacrer au rugby à XIII, où il joue pour le XIII Catalan et l'Association sportive Saint-Estève XIII.
Après sa carrière de joueur, il devient dirigeant fédéral de l'Équipe de France masculine de rugby à sept. Il dirige également le comité département du Roussillon de rugby. Ami d'enfance de Jo Maso, Raymond Rébujent récupère la licence de représentant en vins et spiritueux de ce dernier.

### En équipe nationale

#### Rugby à XV
Jouant pour le Racing club de France lors de son service militaire au Bataillon de Joinville, il est appelé au dernier moment pour participer au Tournoi des Cinq Nations 1963. Alors associé en 1re ligne avec Fernand Zago et Francis Mas, il dispute un test match le 23 février 1963 contre l'équipe d'Angleterre,. Alors âgé de 20 ans, il devient le plus jeune talonneur international. Durant le match, il joue la seconde mi-temps avec une épaule cassée.

#### Rugby à XIII
Novice du rugby à XIII, Rébujent s’adapte vite au nouveau sport, rejoignant dès sa première année la sélection nationale où il a disputé un match en 1968 contre l'équipe d'Angleterre.

## Palmarès

### En rugby à XV

#### En club
- Finaliste du Challenge Yves du Manoir en 1965

#### En sélection nationale
- Finaliste du Tournoi des Cinq Nations en 1963

### En rugby à XIII
- Champion de France en 1969 avec le XIII Catalan
- Finaliste du championnat de France en 1970 avec le XIII Catalan
- Finaliste du championnat de France en 1975 avec l'Association sportive Saint-Estève XIII

### Distinctions personnelles
En 2012, son attachement à la culture catalane lui vaut le Prix Joan Blanca (ca).

## Statistiques en équipe nationale

### Sélection en équipe de France de rugby à XV
Raymond Rébujent compte 1 cape avec l'équipe de France, le 23 février 1963 contre l'équipe d'Angleterre lors du Tournoi des Cinq Nations 1963.
| Année | Compétition              | Matchs | Points | Essais |
| ----- | ------------------------ | ------ | ------ | ------ |
| 1963  | Tournoi des Cinq Nations | 1      | -      | -      |
| Total | Total                    | 1      | 0      | 0      |

### Sélection en équipe de France de rugby à XIII
| Matchs internationaux de Raymond Rébujent | Matchs internationaux de Raymond Rébujent | Matchs internationaux de Raymond Rébujent | Matchs internationaux de Raymond Rébujent | Matchs internationaux de Raymond Rébujent | Matchs internationaux de Raymond Rébujent | Matchs internationaux de Raymond Rébujent | Matchs internationaux de Raymond Rébujent | Matchs internationaux de Raymond Rébujent | Matchs internationaux de Raymond Rébujent | Matchs internationaux de Raymond Rébujent | Matchs internationaux de Raymond Rébujent |
|                                           | Date                                      | Adversaire                                | Résultat                                  | Compétition                               | Poste                                     | Points                                    | Essais                                    | Pen.                                      | Drops                                     |                                           |                                           |
| ----------------------------------------- | ----------------------------------------- | ----------------------------------------- | ----------------------------------------- | ----------------------------------------- | ----------------------------------------- | ----------------------------------------- | ----------------------------------------- | ----------------------------------------- | ----------------------------------------- | ----------------------------------------- | ----------------------------------------- |
| sous les couleurs de la France            |                                           |                                           |                                           |                                           |                                           |                                           |                                           |                                           |                                           |                                           |                                           |
| 1.                                        | 30 novembre 1968                          | Angleterre                                | 34-10                                     | Test match                                | Talonneur                                 | 0                                         | 0                                         | 0                                         | -                                         |                                           |                                           |

## Hommages
Une salle du stade Maurice Erre d'Elne porte son nom. 